# Schüschaiver

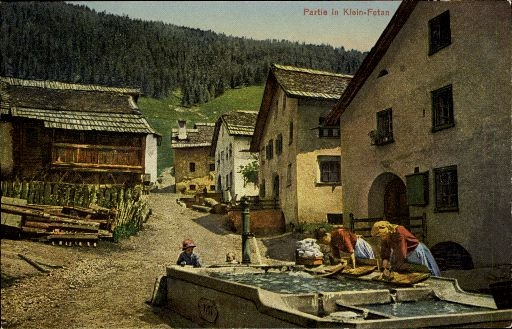
Brunnen in Ftan Pitschen (Ansichtskarte von 1924), vor dem sich die Dorfjugend am Samstagnachmittag in Festtracht versammelt

Schüschaiver (rätoromanisch im Idiom Vallader, Betonung auf der zweiten Silbe, nicht übersetzbar, etymologisch wohl mit «tschaiver» = «Karneval, Fasnacht» zusammenhängend) ist ein Brauch im Unterengadin im Kanton Graubünden, der auf das Dorf Ftan beschränkt ist.

## Ablauf

### Offizieller Teil
Das Fest Schüschaiver findet statt am Samstag vor dem ersten Februarmontag. Die Mitte der Festivitäten bildet die Vereidigung (rät.: la saramantaziun) der politischen Autoritäten, u. a. des Bürgermeisters (rät.: il capo).
Seit 2004 wird die Vereidigung, die mit Handschlag erfolgt und sich auch innerhalb einer Wahlperiode durch den öffentlichen Akt erneuert, nur noch zweijährlich durchgeführt, der Schüschaiver als Volksfest jedoch als jährlich wiederkehrender Anlass beibehalten. In den Jahren ohne Eid der Instanzen steht ein aktuelles Thema im Mittelpunkt des Tages.

### Dorffest und Brauchtum
Am Samstagmorgen begeben sich die unverheirateten jungen Männer Ftans in den Wald, um  – ohne elektrische Hilfsmittel – Holz zu schlagen. Mit Pferd und holzbeladenem Wagen kehren sie ins Dorf zurück. Der Erlös des am Fest feilgebotenen Holzes wird zugunsten des örtlichen Jugendvereins verwendet.
Nachmittags trifft sich die Dorfjugend in Ftan Pitschen in der Engadiner Festtracht. Per Los wird festgelegt, wer als Pärchen hinter der Dorfmusik zum Schulhaus marschieren darf und abends als Tanzpaar auftritt. Die Dorfvereine und die Schülerschaft präsentieren während der Vereidigung der Amtsträger Darbietungen. Nach dem offiziellen Teil spielt jeweils eine Musikgesellschaft zum Schüschaiverball auf, der bis tief in die Nacht andauert.